# Albertineapalis
Albertineapalis (Apalis personata) är en fågel i familjen cistikolor inom ordningen tättingar.

## Utseende och läte
Albertineapalis är en svarthuvad och grönryggig apalis med en vit fläck på halssidan. Den är mycket lik maskapalisen, men denna har mindre svart på huvudet och en strimma på halsen snarare än en fläck. Bland lätena hörs ett skallrande tredelat ljud och en snabb drill.

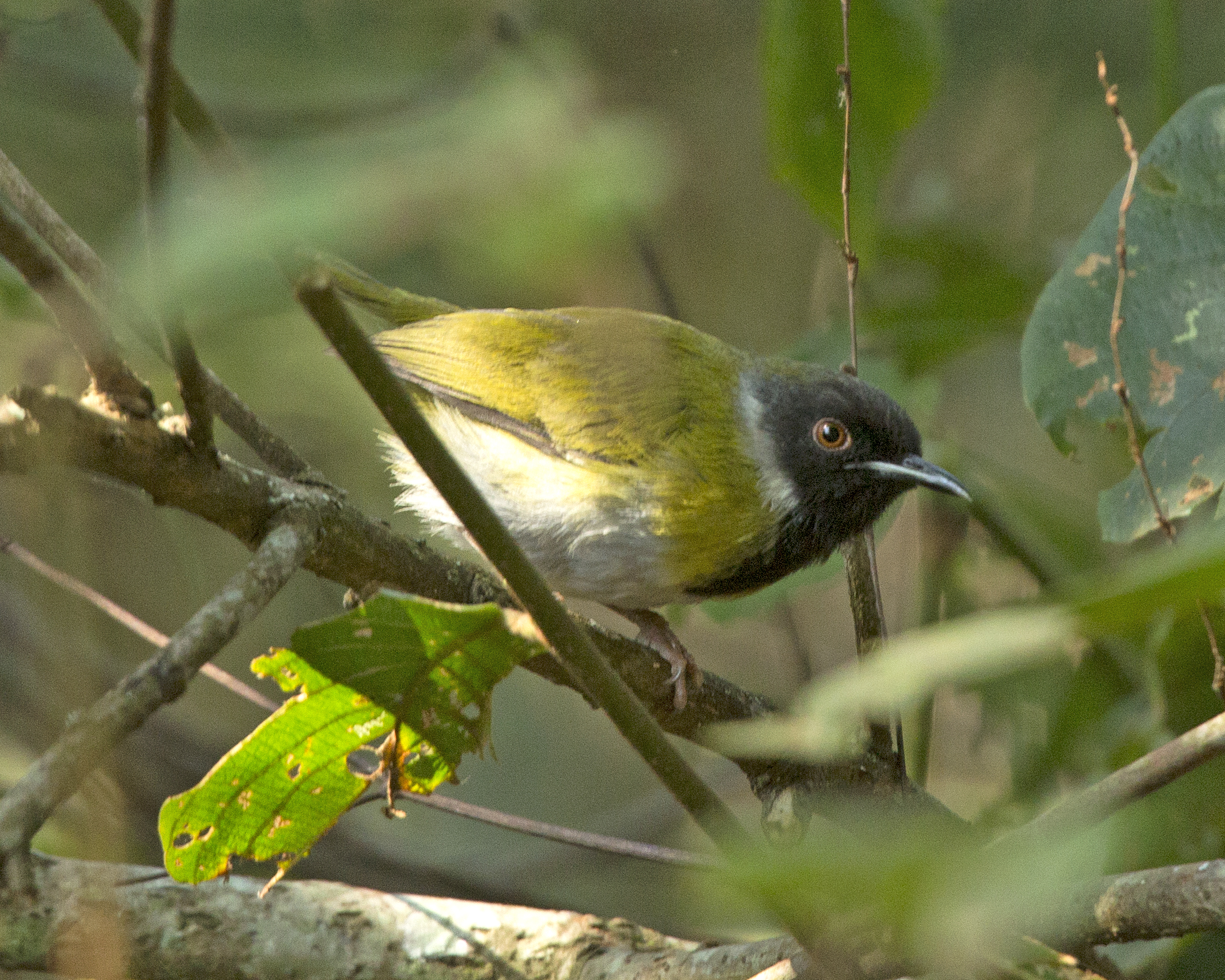

## Utbredning och systematik
Albertineapalis delas in i två underarter med följande utbredning:
- Apalis personata personata – förekommer i bergsskogar i östra Kongo-Kinshasa, västra Uganda, Rwanda och Burundi
- Apalis personata marungensis – förekommer i sydöstra Kongo-Kinshasa (Marunguplatån)

### Familjetillhörighet
Cistikolorna behandlades tidigare som en del av den stora familjen sångare (Sylviidae). Genetiska studier har dock visat att sångarna inte är varandras närmaste släktingar. Istället är de en del av en klad som även omfattar timalior, lärkor, bulbyler, stjärtmesar och svalor. Idag delas därför Sylviidae upp i ett antal familjer, däribland Cisticolidae.

## Levnadssätt
Albertineapalisen hittas i bergsskogar. Där ses den vanligen i par, ofta som en del av artblandade flockar, aktivt födosökande i de högre skikten, dock ibland lägre.

## Status och hot
Arten har ett stort utbredningsområde, men tros minska i antal, dock inte tillräckligt kraftigt för att den ska betraktas som hotad. Internationella naturvårdsunionen IUCN listar arten som livskraftig (LC).

## Namn
Fågelns svenska namn syftar på Albertineriften, den västra grenen av det östafrikanska gravsänkesystemet.